# Щетини
Щети́ни —  село в Україні, у Лебединській міській громаді Сумського району Сумської області. Населення становить 13 осіб. До 2020 орган місцевого самоврядування — Бишкінська сільська рада.

## Географія
Село Щетини знаходиться на правому березі річки Ревки, вище за течією на відстані 2 км розташоване село Ситники, нижче за течією на відстані 0,5 км розташоване село Ревки, на протилежному березі — село Караван. До села примикає лісовий масив (дуб, сосна).

## Історія
Село постраждало внаслідок геноциду українського народу, проведеного урядом СССР в 1932—1933 роках.
12 червня 2020 року, відповідно до Розпорядження Кабінету Міністрів України № 723-р «Про визначення адміністративних центрів та затвердження територій територіальних громад Сумської області» увійшло до складу Лебединської міської громади.
19 липня 2020 року, після ліквідації Лебединського району, село увійшло до Сумського району.